# John Larsen (Sportschütze, 1943)
John Hugo Larsen junior (* 18. August 1943 in Oslo) ist ein ehemaliger norwegischer Sportschütze. 

## Leben
John Larsen belegte bei den Olympischen Spielen 1972 im Wettkampf über 50 m Laufende Scheibe den 12. Platz.
Sein Vater John Larsen senior war ebenfalls Sportschütze und Olympiasieger 1952.